# 시르니키

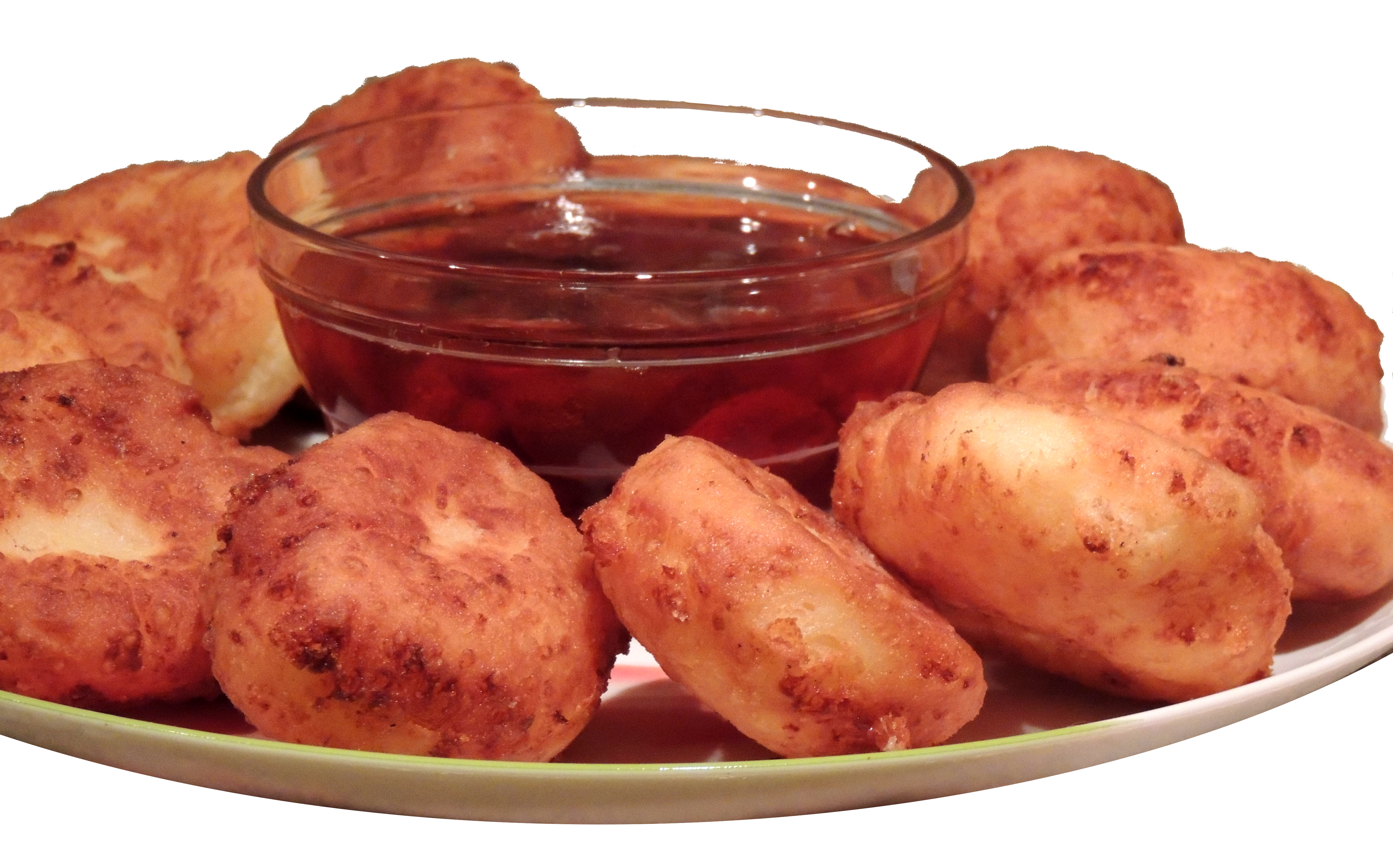
시르니키

시르니키(Syrniki)는 튀긴 동부 슬라브 치즈 팬케이크이다.